# José Forteza
José Forteza fue un arquitecto e ingeniero civil español (* Barcelona, España, 1863-Buenos Aires, Argentina, 1960).

## Formación
Fue educado en ingeniería civil en la Universidad Complutense de Madrid, donde obtuvo las primeras líneas del arte de Gaudí en construcciones civiles. Posteriormente obtuvo un doctorado en arquitectura, en Basilea, Suiza, donde además tuvo estudios de paisajismo.
Se dedicó a las construcciones civiles a inicios del siglo XX. Sus principales obras destacan en ciudades como Sevilla, Marsella, Córdoba, Río de Janeiro, Valparaíso, Santiago, Los Andes y Concepción.
Radicado en Chile desde 1921, inició una vasta obra de inmensos proyectos arquitectónicos de estilos góticos, románicos y aires de Gaudí, transformándose en el padre del modernismo.

### Experiencia en Chile
- Hizo los planos para la construcción de la actual Iglesia de Santa Gema Galgani, en Ñuñoa, inaugurada en 1906.[1]

- En 1925 inició las obras de un edificio de cinco pisos el Palacio Undurraga, ubicado en Alameda esquina de Estado, en Santiago, donde puso estilos góticos, de propiedad de Luis Undurraga García-Huidobro.

- En 1935 inició la construcción del templo de la parroquia del Santo Cristo de la Salud, de los Padres Pasionistas, de estilo románico catalán, en ladrillo, con bellos vitrales y fue terminado en 1951.